# يسوع
يَسُوع (بالعبرية: יֵשׁוּ؛ بالسريانية: ܝܫܘܥ) ويشارُ إليه أيضًا بيسوع الناصري، أو المسيح، هو الشخصية المركزيّة في المسيحيّة. النظرة التاريخية لدى غالبية المؤرخين تتّفق على وجوده في التاريخ، وعلى أنه معلّم يهودي من الجليل في مقاطعة يهودا الرومانيّة، عُمِدَ على يد يوحنا المعمدان، وأثارت تعاليمه قلقًا وحنقًا أفضى إلى صلبه بأمر من بيلاطس البنطي. النظرات التاريخيّة حوله تعدّدت بين، رجل دين يهودي، وزعيم حركة دينية، وحكيم أو فيلسوف ومصلح اجتماعي نادى بالحسن الخلقي والمساواة، وكان الوعظ عن ملكوت الله أحد أبرز مفاهيمه أو محور عمله. على الرغم من ذلك، فالبحث عن يسوع التاريخي لم ينتج عنه إلا القليل من الاتفاق بخصوص الموثوقية التاريخية للأناجيل وبخصوص مدى تطابق حياة يسوع بحسب الكتاب المقدس مع يسوع التاريخي. لقد أثرت تعاليم يسوع وقصة حياته كثيرًا على مسار تاريخ البشرية، وأثرت بصورة مباشرة أو غير مباشرة على حياة المليارات من الناس، حتى من غير المسيحيين. ويعتبره الكثير من الناس الشخصية الأكثر تأثيرًا على الإطلاق، ولهُ مكانة مهمة في العديد من المواضيع الثقافية.
أما في المسيحية، واعتمادًا على العهد الجديد، فيسوع هو المسيح الذي انتظره اليهود وفيه تحقّقت نبؤات العهد القديم، وله عدد وافر من الألقاب، وهو معصوم، وكامل، والوحيد الذي لم يرتكب أي خطيئة، وقد ولد من عذراء بطريقة إعجازيّة، واجترح عجائب ومعجزات عديدة وقدم تعاليمًا صالحة لكل آن، رافعًا البشر لمرتبة أبناء الله، لتمثّل حياته «إنجيل عمل» مُلهم لأتباعه، وأسّس الكنيسة، ومات على الصليب تكفيرًا عن خطايا العالم، فكان مُحرّر البشرية وبُشراها السارّة، ثم قام من بين الأموات ورُفِع إلى السماء، بعد أن وعد المؤمنين به أنه سيعود في آخر الزمان؛ ليكون بذلك كمال الإعلان الإلهي للبشر، وختام رسالات السماء، مفتتحًا عهدًا جديدًا، بعد سلسلة من العهود السابقة، ليغدو بذلك طريقه، الوسيط الوحيد بين الله والإنسان؛ بعد مرحلة طويلة من الإعداد بدأت منذ آدم وإبراهيم.
حسب النظرة اللاهوتيّة للمسيح، فإنه يمثل القدرة الإلهية في البشرية، فهو كلمة الله، الأزليّة، التي تدرّعت بجسد من مريم، وبالتالي فهو مستحق العبادة وفقاً للأغلبية العظمى من المسيحيين، كما يوضّح قانون الإيمان الذي صيغ في مجمع نيقية عام 325. ترفض أقلية من الطوائف المسيحية الثالوث وتعتبر أنه غير مذكور في النصوص المقدسة. يحتفل بذكرى ميلاد يسوع سنوياً في 25 ديسمبر (أو تواريخ مختلفة في يناير من قبل بعض الكنائس الشرقية) في يوم عيد الميلاد. ويتم تكريم ذكرى صلبه في يوم الجمعة العظيمة وقيامته في يوم عيد القيامة. ويستند التقويم الميلادي، التقويم الأكثر انتشارًا في العالم والتقويم الدولي في العصر الحديث، من أنو دوميني أي تقسيم تواريخ البشرية إلى قبل وبعد ميلاد يسوع التقريبي.
أما النظرة الإسلاميّة ليسوع أو عيسى بن مريم كما نُصَّ في القرآن، فهي تتّفق مع المسيحية بكونه المسيح وبصحة الميلاد العذري، واجتراح عجائب وآيات، والعودة في آخر الزمان، وتعتبره نبيًا ومن أولي العزم، وتنعته أيضًا بأنه كلمة الله، بيد أنها تنفي الصلب، وأنه إله أو ابن إله، والدور الكفاري، والبعد الماورائي، ويذكر القرآن أن يسوع نفسه لم يدع الألوهية. ويُذكر أن اليهوديّة، ترفض الاعتراف بأنه المسيح المنتظر، بحجة أنه لم يف بجميع النبؤات الواردة عنه في التناخ، هناك وجهات نظر متنوّعة أخرى حول المسيح، ظهرت على مر التاريخ، ومنها البهائية التي قالت بأن له مظهر من مظاهر الله، ووسيط بين الله والبشرية، ويعكس صفات الله. ويعتبر يسوع شخصيّة مبجلة في مذهب الموحدين الدروز، والسينتولوجيا، والكاو دائية.

## التسمية ومعنى الاسم

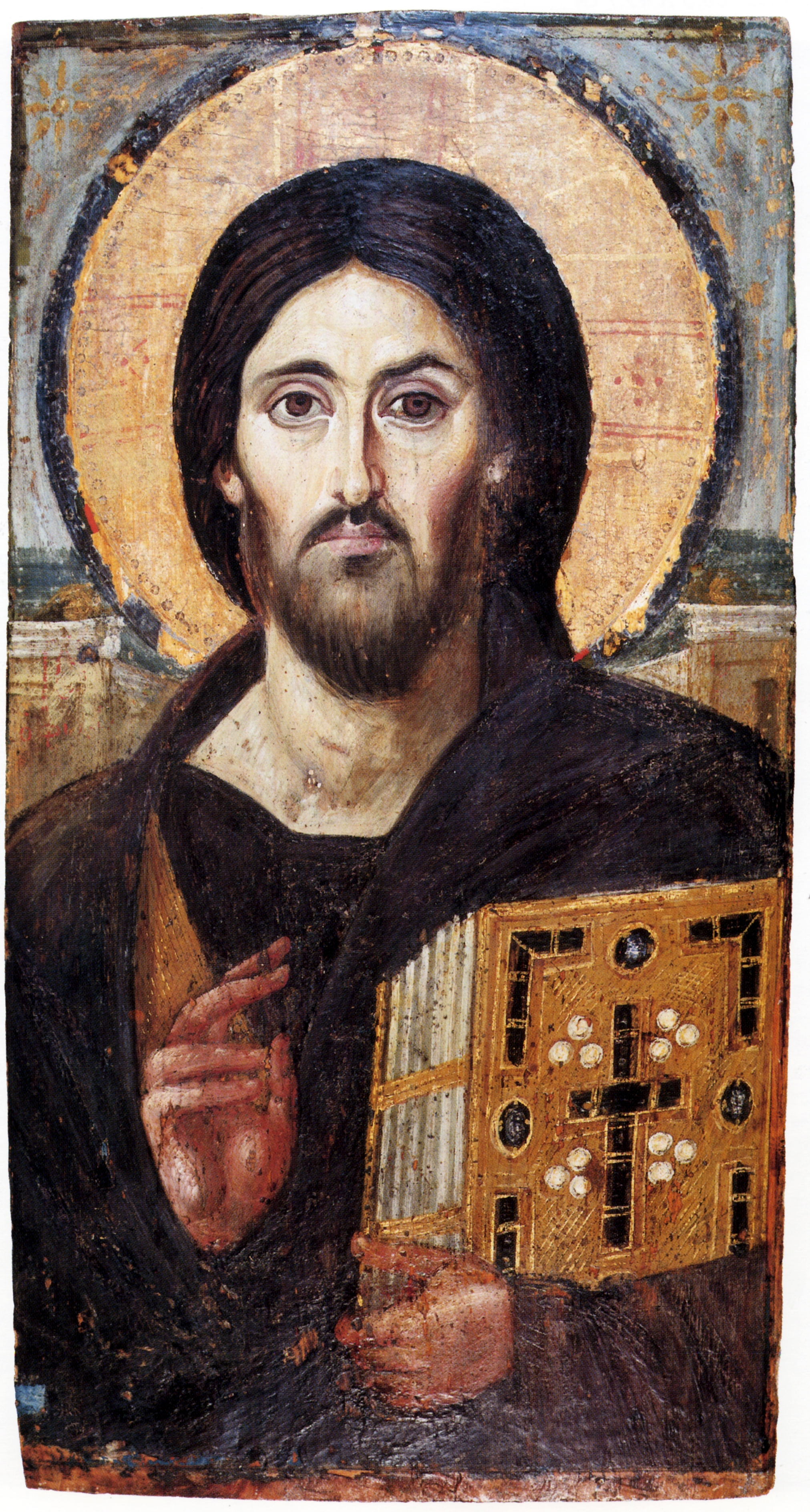
أيقونة «المسيح الضابط الكل»، وهي من أقدم أيقونات دير سانت كاترين، في سيناء.

يسوع اسم مشتق من اللغة الآرامية إلى اللغة العبرية وينطق «يشوع»، وهو اسم مركب من كلمتين «يهوه شوع» ومعناه الحرفي «الله يخلص». وقد كان هذا الاسم منتشرًا بين أسباط بني إسرائيل إذ تسمى به عدد من الشخصيات الهامة في العهد القديم أبرزها يشوع بن نون الذي خلف موسى في قيادة الأسباط. عمد المسيحيون العرب إلى أخذ الاسم العبري من أصله بعد قلب حرف الشين إلى السين وهو الأمر المتآلف بين اللغتين العبرية والسريانية من جهة والعربية من جهة أخرى؛ في حين أن الاسم في اللغة اليونانية وهي لغة ثقافة ذلك العصر والتي كتب بها العهد الجديد، ظهر مترجمًا إليها ومنطوقًا وفق قواعدها (باليونانية: Ἰησου، نقحرة: إيسو أو إيسوس)، وقد اشتقت اللغات الأوروبية أجمعها الترجمة اليونانية للكلمة مع بعض التعديلات حيث يلفظ حرف 'I' في بعض اللغات كلفظ حرف J، فظهرت العبارة بالإنجليزية: Jesus. يذهب البعض إلى أن استخدام العرب والقرآن للفظة عيسى بدلاً من لفظة يشوع أو يسوع في لغتها الأصلية لذكر اسم المسيح، كتعريب لاسمه اليوناني إيسوس. وبحسب الإنجيل فإنّ الملاك جبرائيل قد اختار له الاسم قبل أن يحبل به وأخبر ذلك كلاً من مريم ويوسف.
يعرف يسوع أيضًا بوصفه المسيح (بالعبرية: מּשּׁיּח، نقحرة: ماشيح) من الفعل مشح أي مسح ومعناها في العهد القديم الممسوح بالزيت أو الطيب المقدس. ونقلت الكلمة إلى اللغة اليونانية كما هي ولكن بحروف يونانية «ميسياس -Мεσσίας» ومن ثم ترجمت ترجمة فعلية «خريستوس -Хριστός»، وجاءت في اللاتينية «كريستوس ـ Christos» ومنها في اللغات الأوربية "Christ" (كرايست)، وهو أصل المصطلح المتعارف عليه اليوم في تلك اللغات.
كانت عملية المسح تتم في العهد القديم بواسطة الطيب المقدس الذي كان يصنع من زيت الزيتون مضافًا إليه عدد من الطيوب، حسب ماهو وارد في سفر الخروج، وقد استمر هذا التقليد في المسيحية من خلال سر الميرون. وكان الشخص أو الشيء الذي مسح يصبح مقدساً ومكرساً للإله، ولذلك فقد حصرت الشريعة اليهودية استخدامه للكهنة والملوك والأنبياء، ودعي شاغلو هذه المناصب في العهد القديم باسم «مسحاء الرب»، بيد أن العهد القديم يؤكد أن هؤلاء المسحاء جميعاً كانوا ظلاً ورمزاً للآتي والذي دعي منذ داود فصاعداً بالمسيح، وسماه سفر دانيال «المسيح الرئيس»، وأسبغت عليه ألقاب عديدة ونسب له الدور في خلاص الشعب اليهودي السياسي والديني معًا، والعالم كلّه أيضًا. بكل الأحوال فإن لقب المسيح في العهد القديم لا يشير دومًا إلى المنتظر، خصوصًا في الأسفار التاريخية، بل هو يشير في كثير من الحالات إلى الملك أو النبي أو الكاهن. وقد تنبأ أنبياء العهد القديم جميعهم عن هذا المنتظر وحددوا كثيرًا من مجريات حياته.
في مرحلة لاحقة لإطلاق لقب «المسيح الرئيس» على المنتظر، كفت الكتب المقدسة عن استعمال لقب «مسيح» إلا للمنتظر، وهو حسب المعتقدات اليهودية والمسيحية سيجمع في شخصه المهن الثلاث في آن معًا، أي سيكون في الوقت ذاته، نبيًا وكاهنًا وملكًا.

#### النصوص

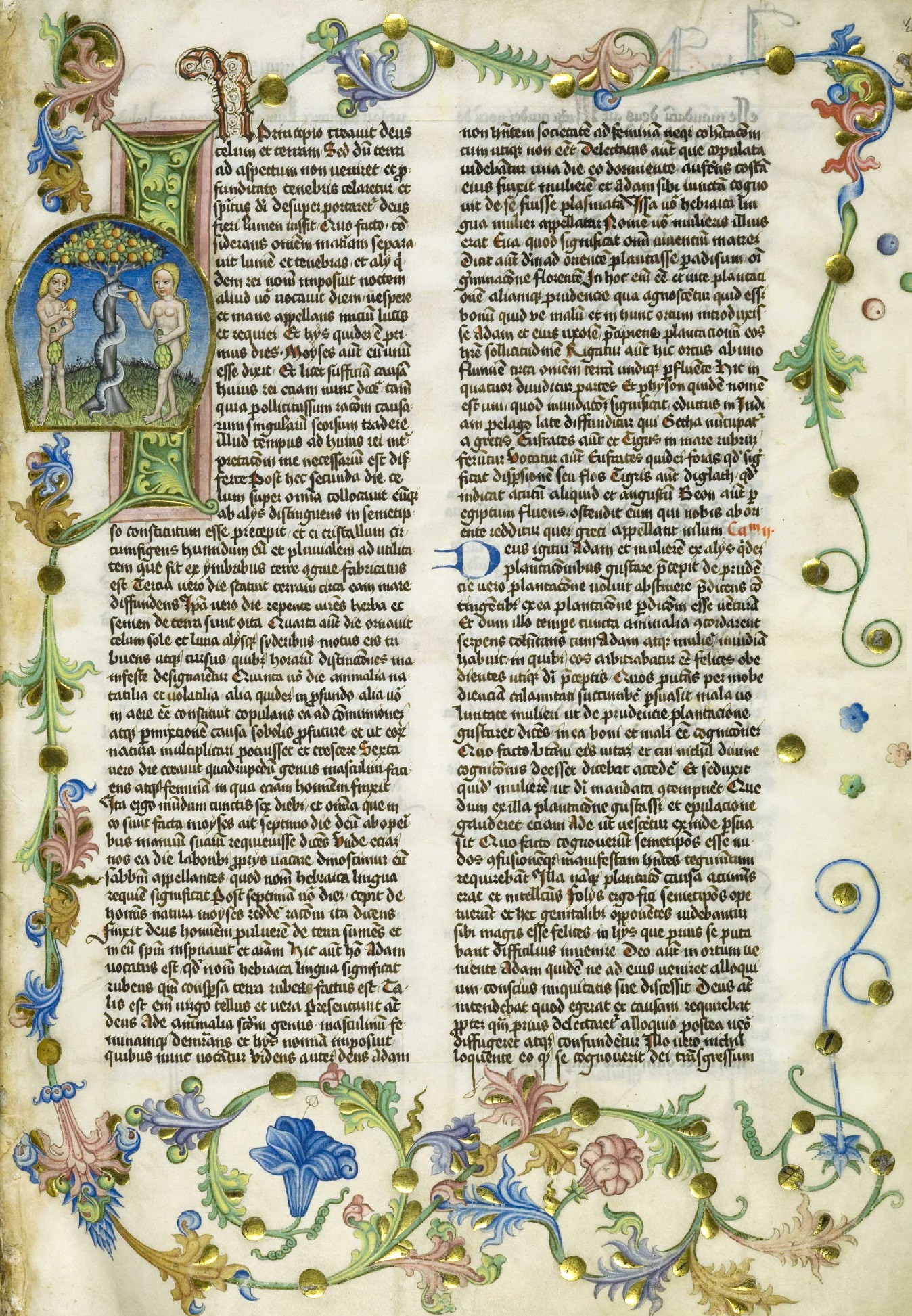
نسخة ترقى للقرن الخامس عشر، لكتاب «العاديّات اليهودية»، للمؤرخ يوسيفوس، الإشارة الأكثر قدمًا للمسيح خارج المصادر المسيحية.

#### كتابات العهد الجديد

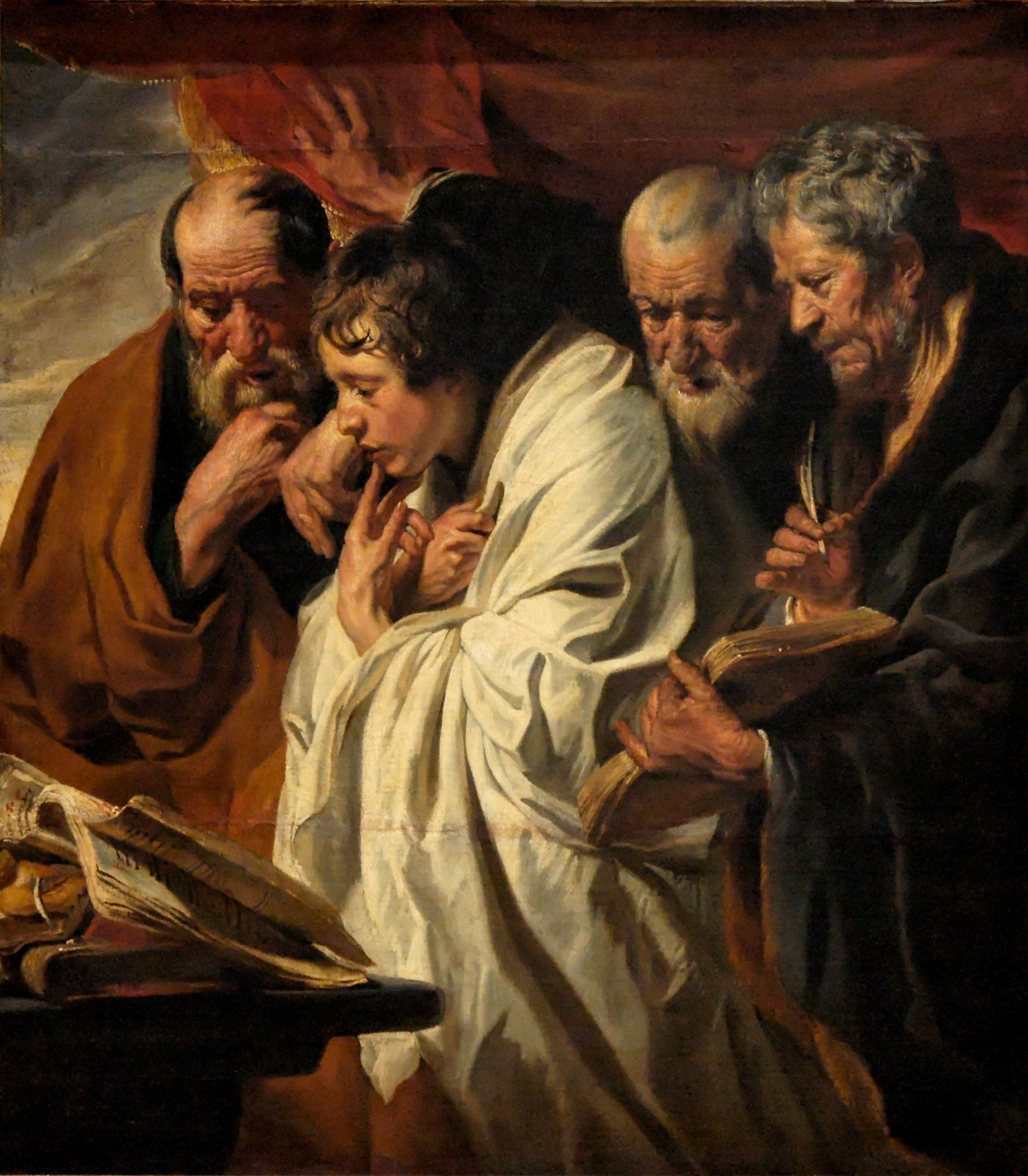
الإنجيليون الأربعة، بريشة جوردينز، القرن الخامس عشر.

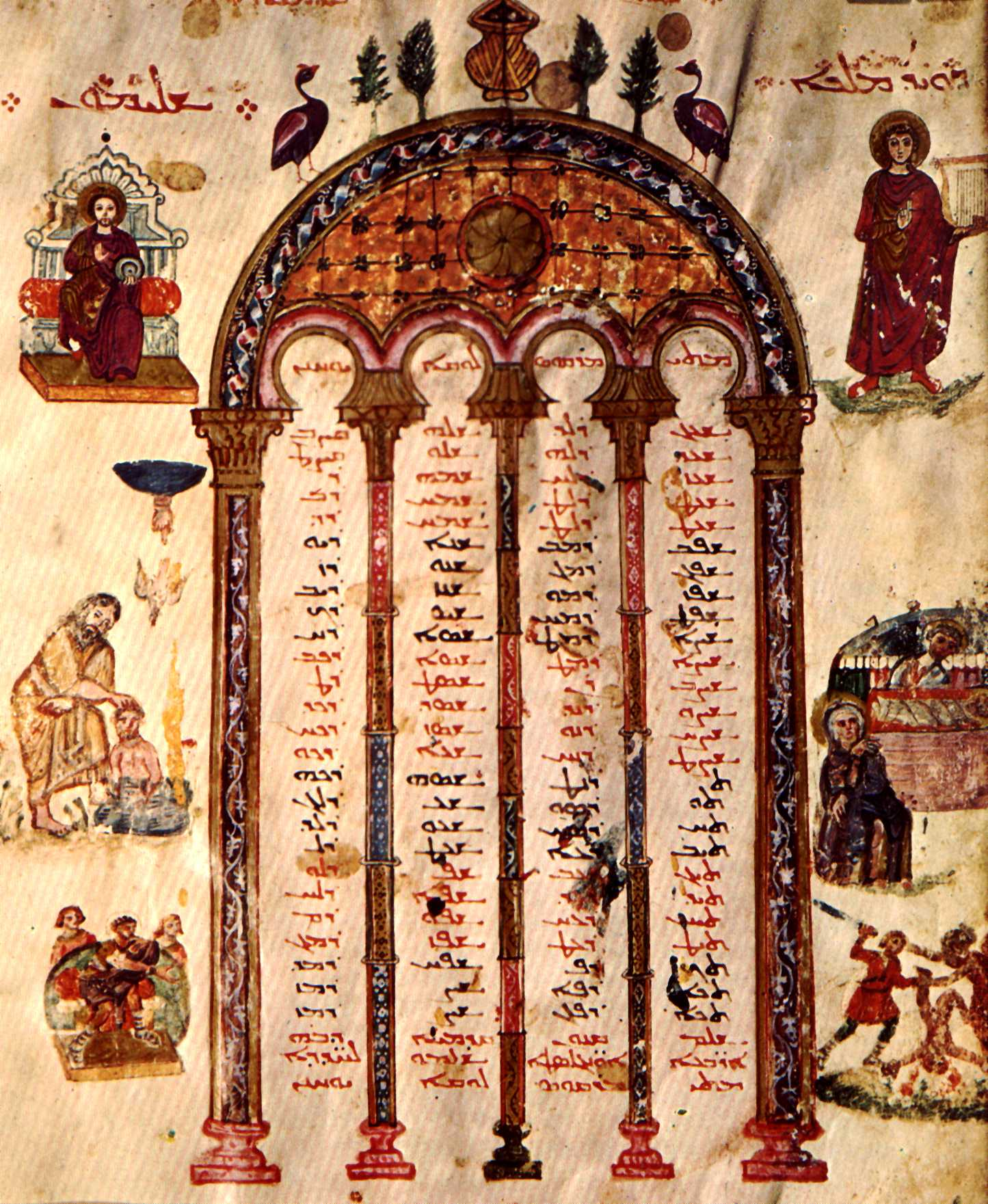
الأناجيل القانونية الأربعة، بشكل متوازي، في نسخة قديمة لإنجيل رابولا السرياني.

#### تحليل النصوص

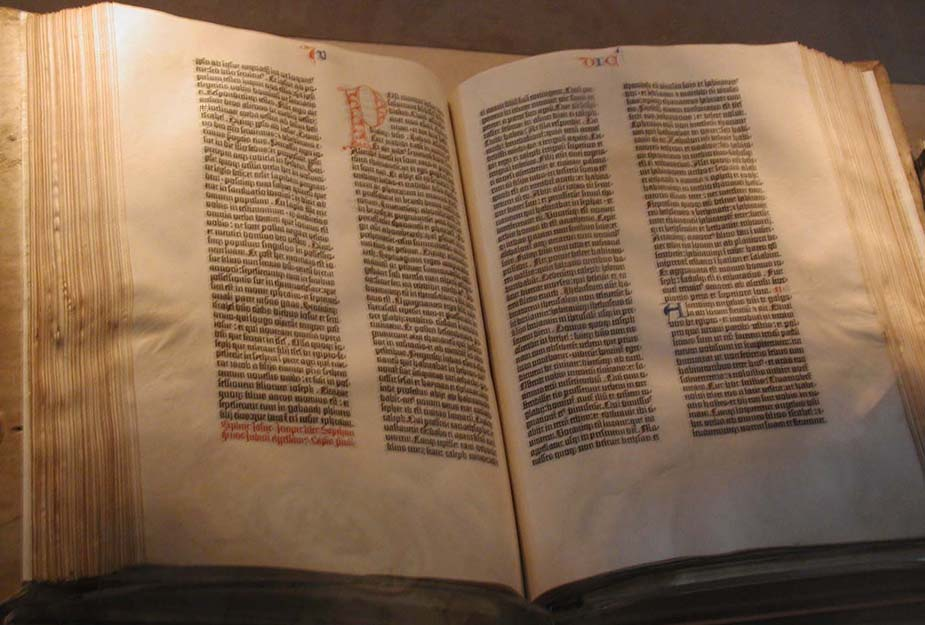
نسخة غوتنبرغ من الكتاب المقدس، وهو أول كتاب مطبوع في العالم.

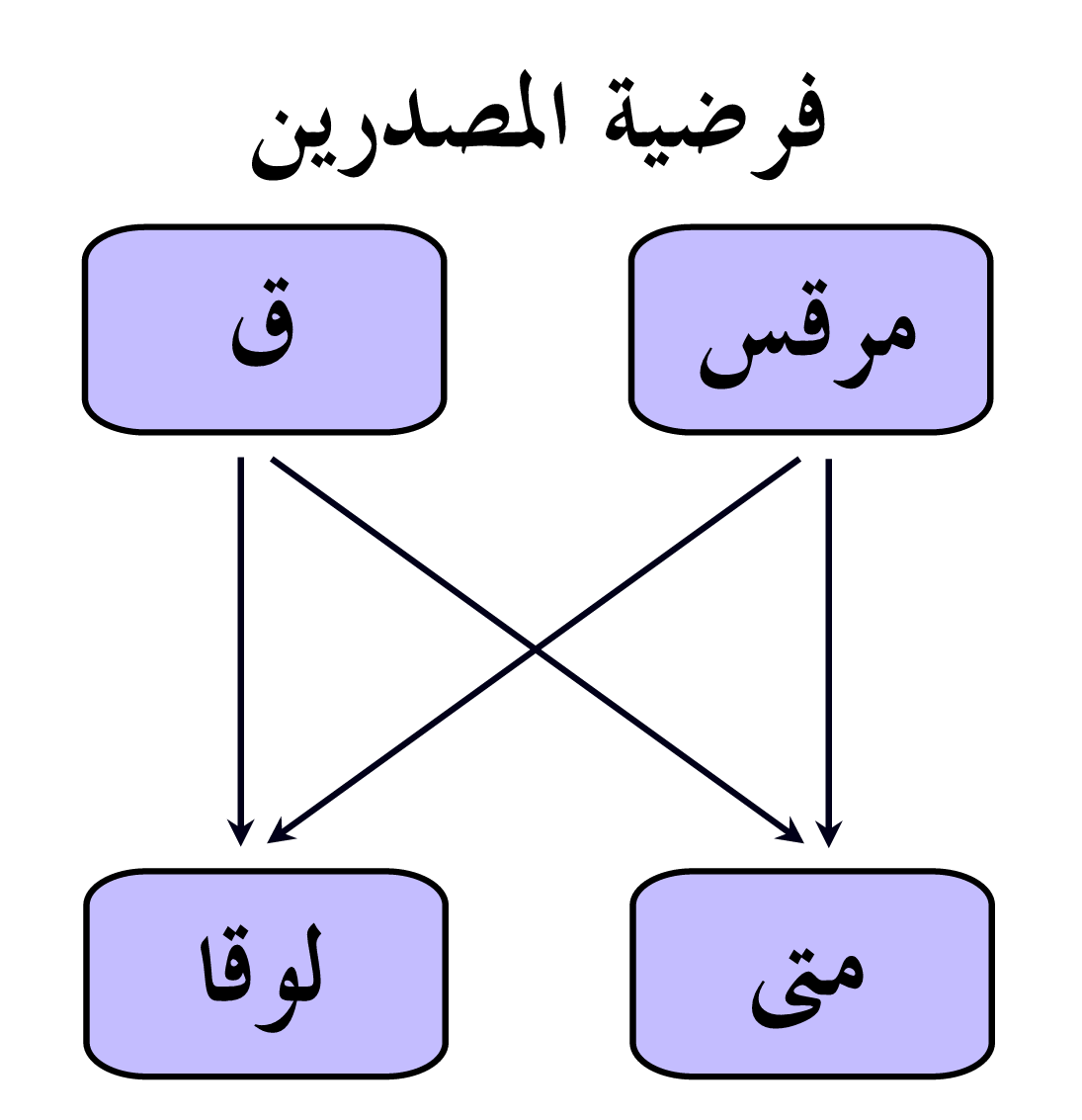
فرضية المصدرين للأناجيل الإزائية.

#### النسب والبيئة

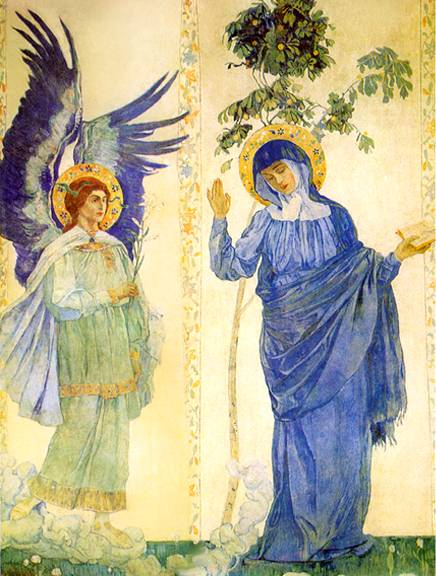
مريم تقبل البشارة، أيقونة روسية من القرن التاسع عشر.

#### الميلاد

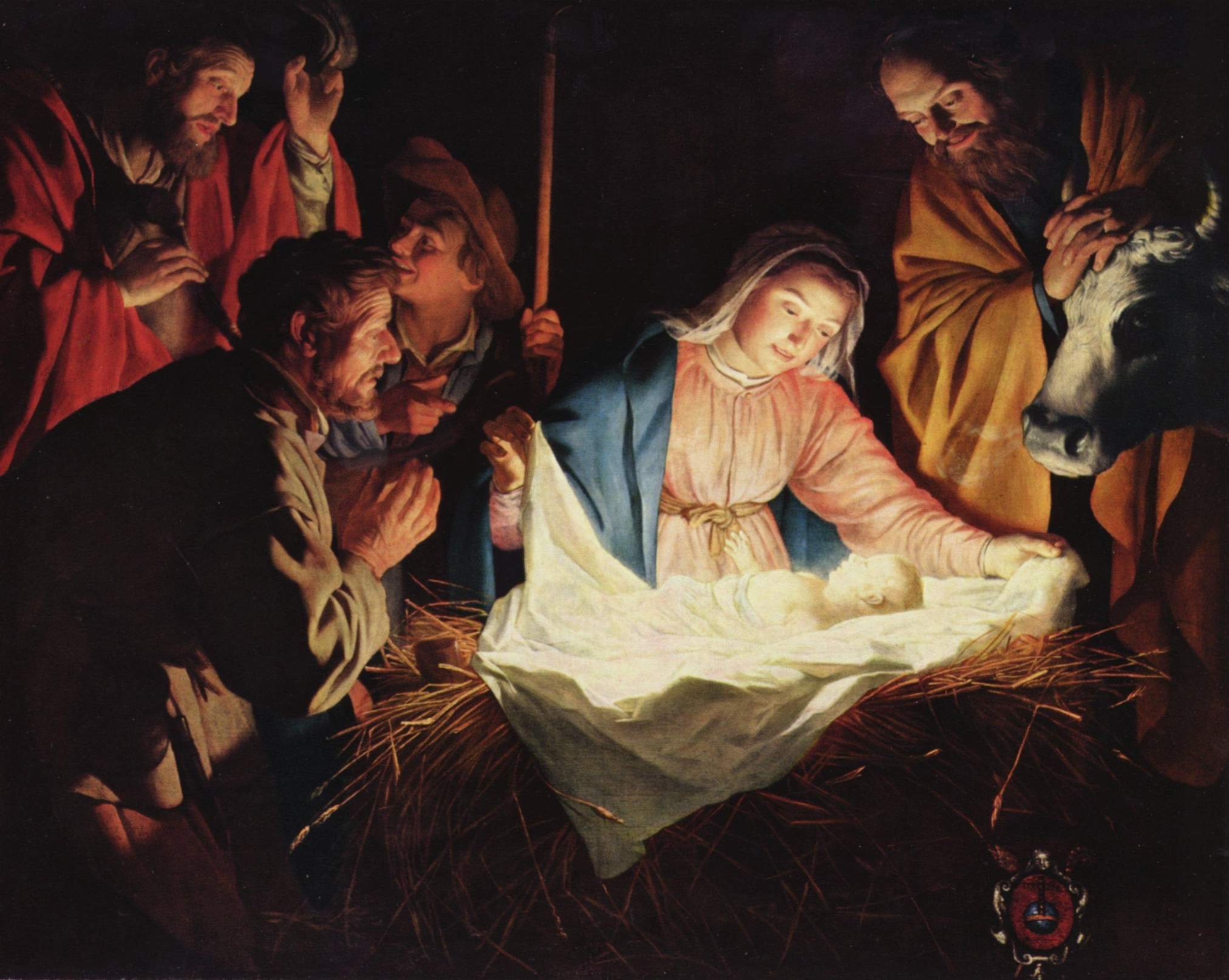
ميلاد المسيح، بريشة هونثورست، 1622.

#### الطفولة

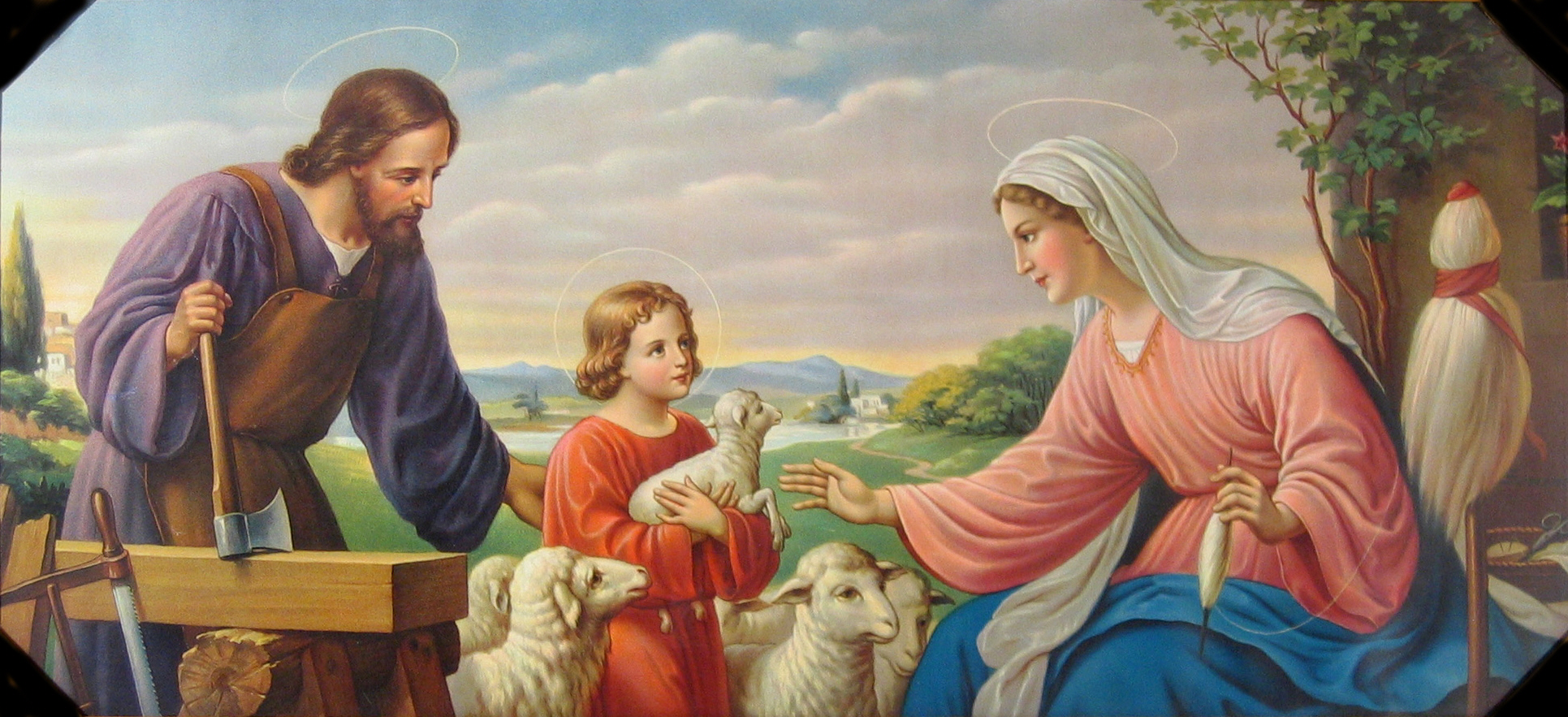
يسوع الطفل في الناصرة، مع مريم ويوسف.

#### العماد والتجربة

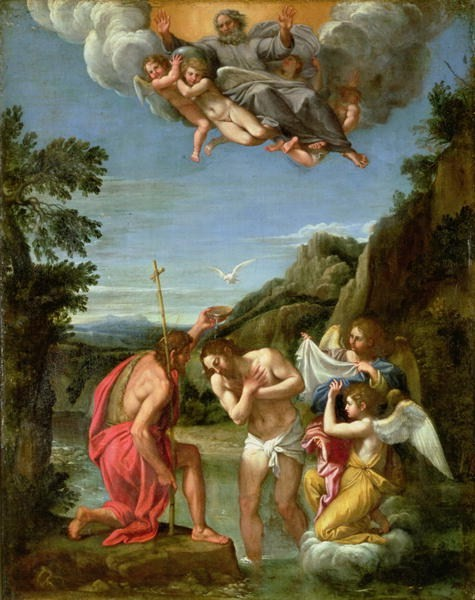
المعمدان السابق يعمّد المسيح، بريشة فرانسيسكو ألباني عام 1600.

#### دعوة التلاميذ وإرسالهم

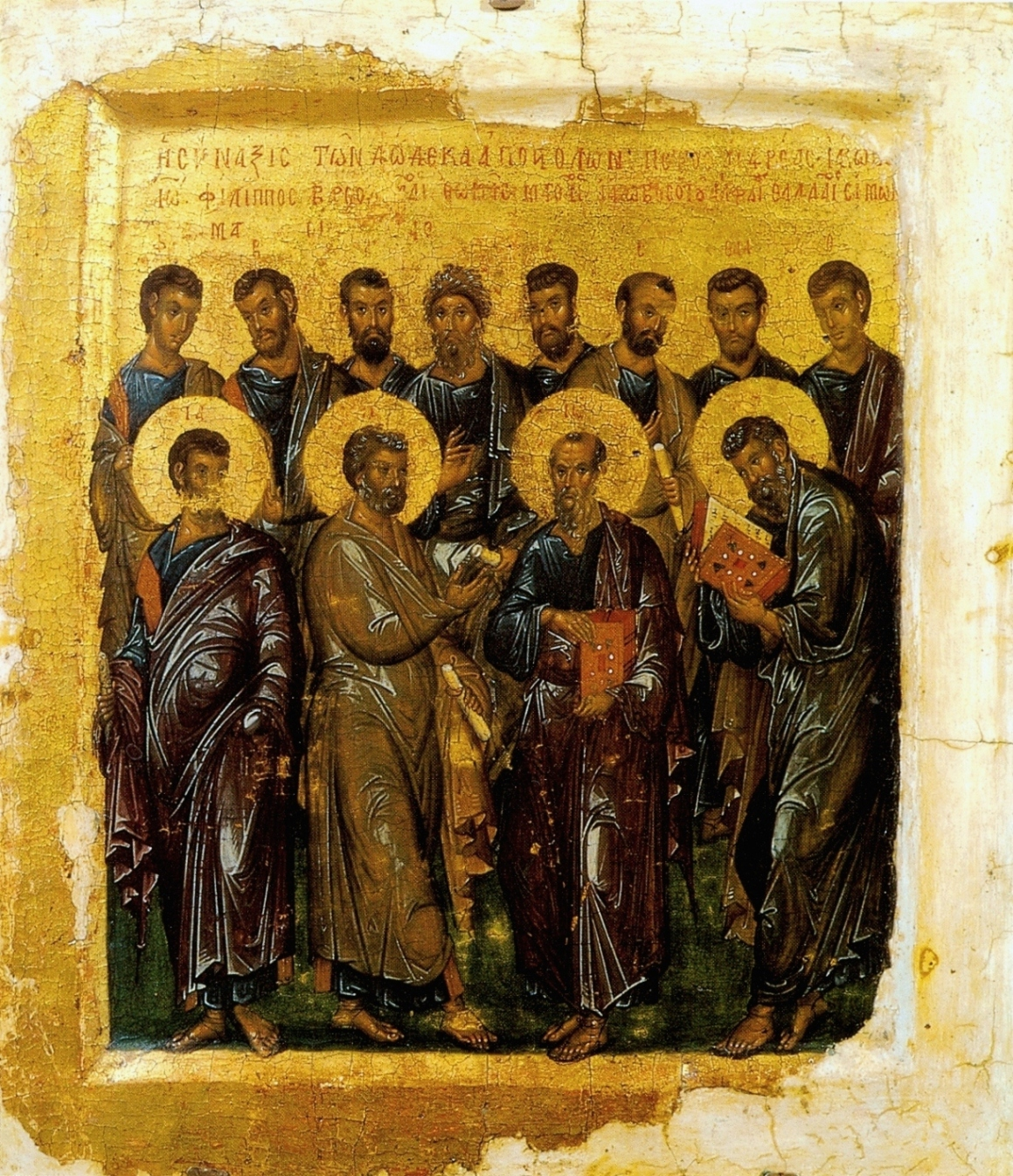
أيقونة قديمة من القرن الرابع عشر تظهر التلاميذ الاثني عشر.

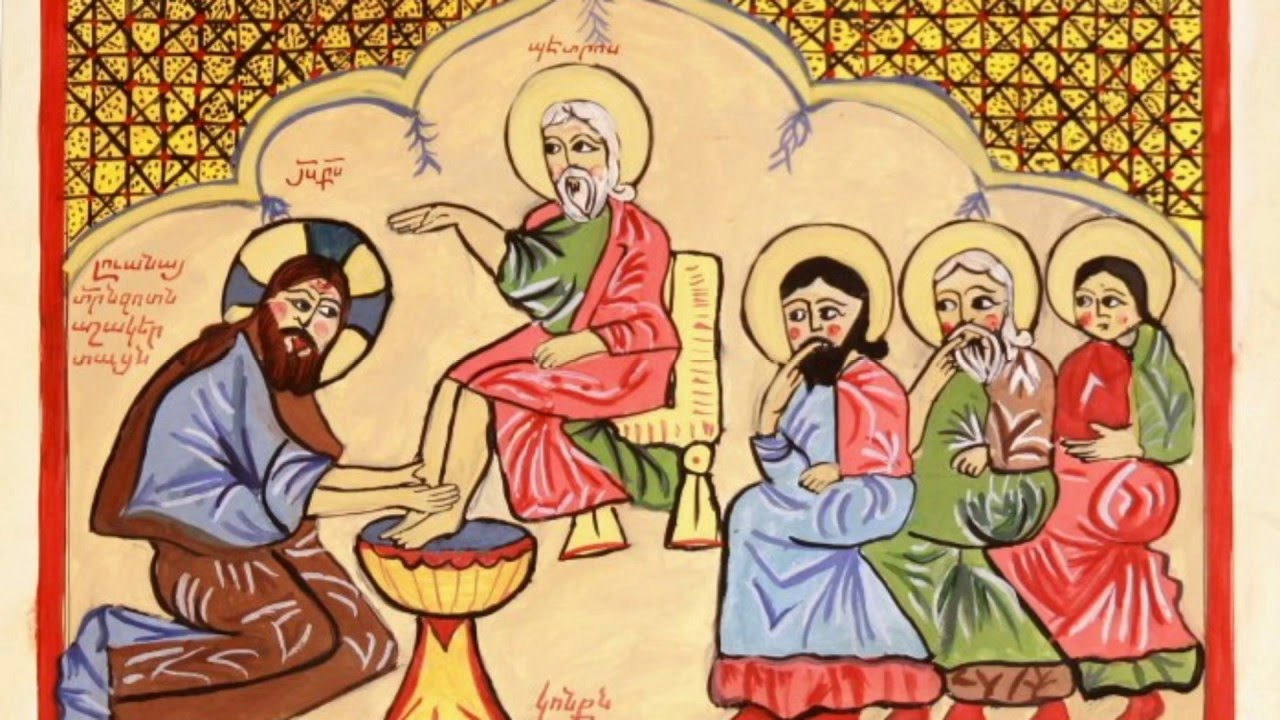
يسوع يغسل أقدام تلاميذه.

#### التشريع والمواعظ

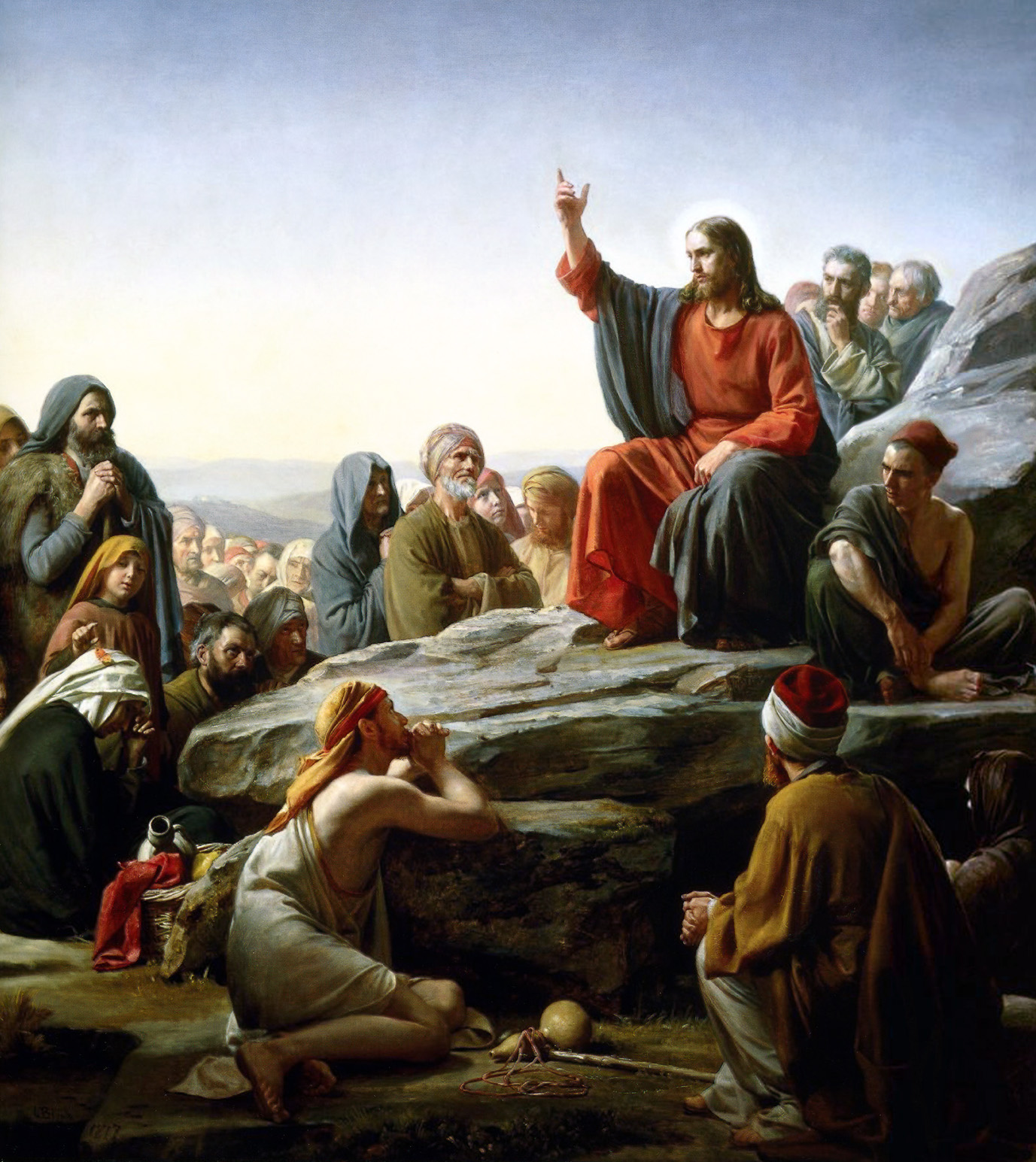
المسيح يلقي عظة الجبل، بريشة كارل بلوش.

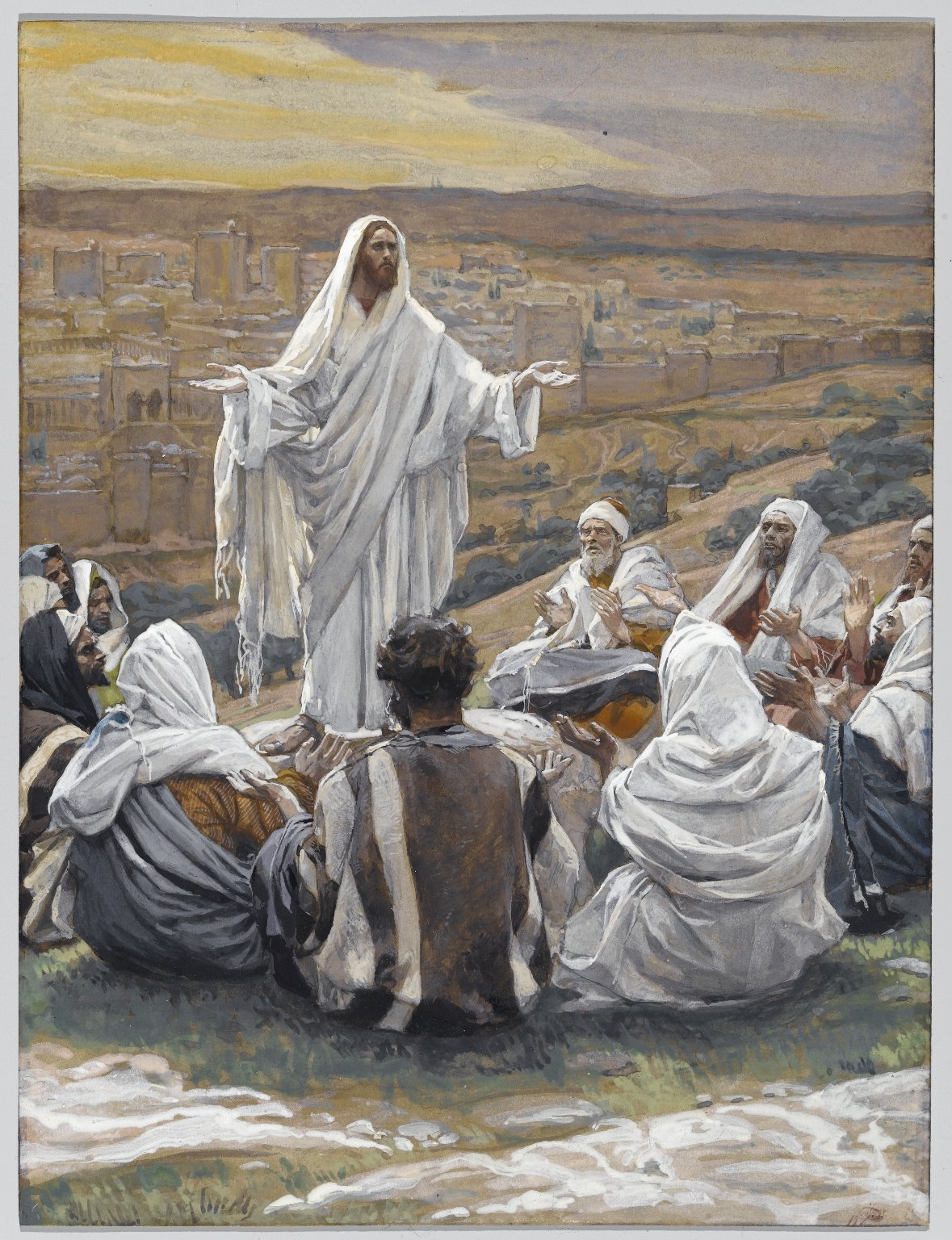
المسيح يعلّم الصلاة الربيّة، بريشة جيمس تيسوت، القرن التاسع عشر.

#### الأمثال

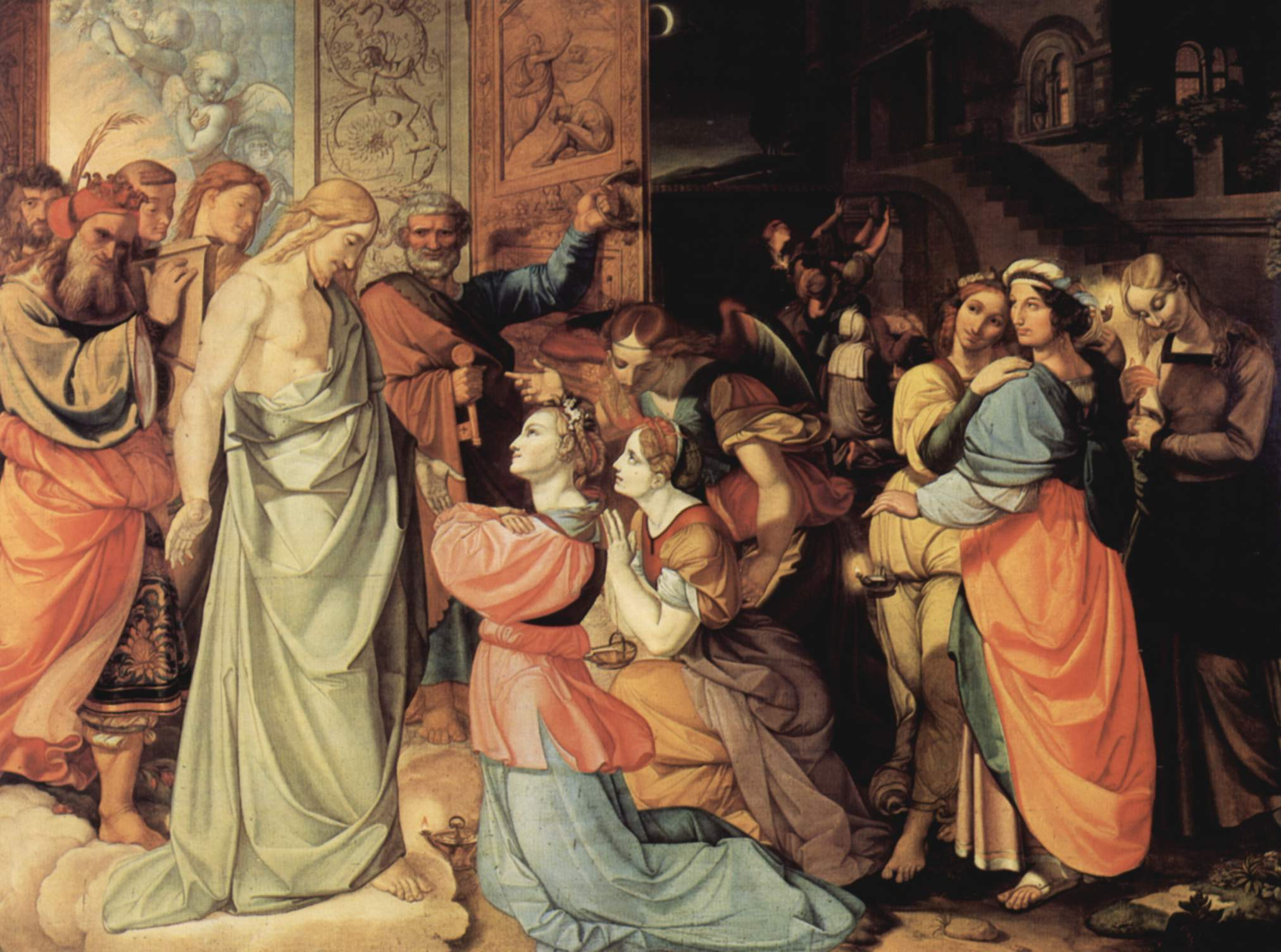
لوحة تصوّر من مثل العذارى العشر، أحد أبرز أمثال المسيح.